# Ciudad Encantada
Die Ciudad Encantada (spanisch für „verzauberte Stadt“) ist eine Kalklandschaft in einem großen Kiefernwald im Hochland nahe der spanischen Stadt Cuenca und des Flusses Júcar.

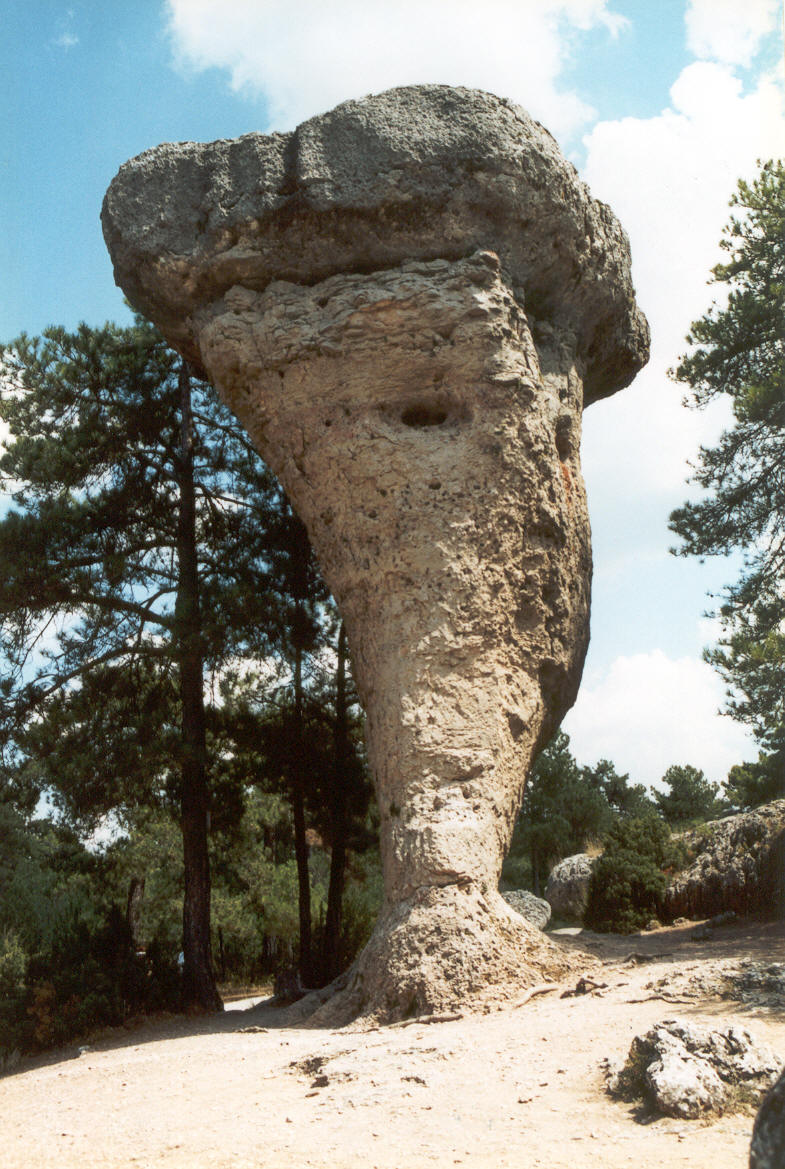
Beispiel eines durch Erosion gebildeten Felsens in der Ciudad Encantada

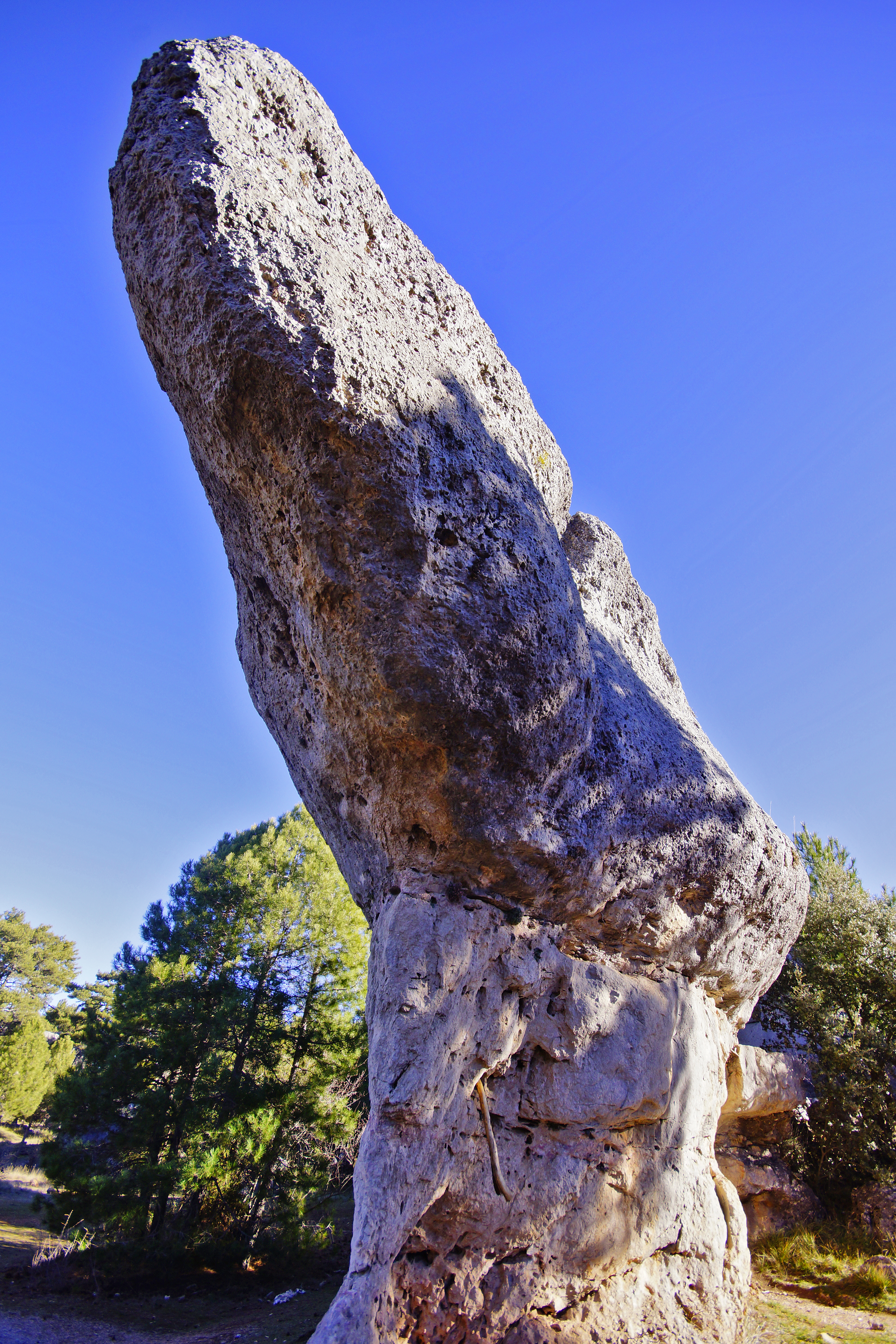
In der Ciudad Encantada

Die Felsformationen bilden ein Labyrinth aus Felsbrücken, mehr oder weniger breiten Wegen und offenen Plätzen. Die Einwohner der Gegend haben den Felsen gemäß ihren Formen Tier- und Sachnamen gegeben. Erdgeschichtlich datiert die Landschaft aus dem Mesozoikum.
1929 wurde die Ciudad Encantada in die spanische Nationale Liste wichtiger Orte aufgenommen.
Die Orientierung im Gelände ist relativ einfach, da alle Plätze und Wege beschildert sind.